# Witold Adam Korsak
Witold Adam Korsak (ur. 21 maja 1900, zm. ?) – polski dyplomata i urzędnik konsularny.

## Życiorys
Urodził się 21 maja 1900. Po odzyskaniu przez Polskę niepodległości wstąpił do służby dyplomatycznej. Od 15 marca 1919 do 24 kwietnia 1920 był pracownikiem kontraktowym Misji J.U.R.. Od 24 kwietnia do 1 czerwca 1920 pracował w konsulacie w Królewcu. Następnie od 1 czerwca 1920 do 1 października 1925 był przydzielony jako prowizoryczny urzędnik do Departamentu Administracyjnego Ministerstwa Spraw Zagranicznych w Warszawie. Od 1 października 1925 do 30 kwietnia 1933 był sekretarzem poselstwa w Pradze. Od 1 maja 1933 był referendarzem w Referacie Centralno-Europejskim Departamentu Politycznego MSZ, a od 1 stycznia 1935 kierownikiem tego referatu. Później był kierownikiem konsulatów RP w III Rzeszy: od 1 lutego 1936 konsulatu w Essen, a od 1 grudnia 1936 do 1939 w konsulatu w Düsseldorfie. Pracując w obu placówkach w III Rzeszy jednocześnie był oficerem polskiego wywiadu. 
Po wybuchu II wojny światowej był poszukiwany listem gończym przez Gestapo. Jego żoną została pochodząca z czeskiej Pragi Ludmila z domu Rašínová (ur. 1901), a ich córką była Ewa (ur. 1936). W 1940 Witold Korsak wraz z żoną Ludmiłą oraz córkami Ewą i Marią wyjechali do Brazylii. W późniejszych latach przebywał w Brazylii, gdzie został naturalizowany i działał jako kupiec.

## Ordery i odznaczenia
- Złoty Krzyż Zasługi (29 kwietnia 1930)[20]
- Medal Dziesięciolecia Odzyskanej Niepodległości (przed 1933)[1]
- Krzyż Oficerski Orderu Lwa Białego (Czechosłowacja, przed 1935)[21]
- Krzyż Oficerski Orderu Gwiazdy Rumunii (Rumunia, przed 1935)[21]
- Odznaka Honorowa za Zasługi dla Republiki Austrii (Austria, przed 1936)[7]